# Nagy Imre-érdemrend
A Nagy Imre-érdemrend Magyarországon 2002 és 2011 között állami kitüntetés volt. Az érdemrendet 2002-ben alapították, „a hazafias helytállással példát mutató, a magyar függetlenséget szolgáló, a társadalmi párbeszéd, a társadalmi béke, a nemzet egységének megvalósítása, a békés rendszerváltozás megteremtése érdekében kifejtett tevékenység elismerésére”. A díjat a miniszterelnök előterjesztése alapján a köztársasági elnök adományozta. A díjátadásra ünnepélyes keretek között az október 23-ai nemzeti ünnep alkalmával került sor.

## Díjazottak
2002
- Darvas Iván,
- Göncz Árpád,
- Juhász Attila,
- Lucza Béla,
- Méray Tibor

2003
- Kiss Tamás,
- Kosáry Domokos,
- Lőcsei Pál,
- Puchert János,
- Sólyom László

2004
- özv. Bali Sándorné,
- Debreczeni László,
- Király Béla,
- Litván György,
- Mádi Jenő

2005
- Bocskay T. József,
- Fejtő Ferenc,
- Fónay Jenő,
- Földvári Rudolf,
- dr. Gönczöl Katalin,
- Kende Péter

2006
- Máté Ferenc (1935-2007) 56-os felkelő, nemzetőr, 56-Szövetség elnökségi tag,
- Mihala Ferenc,
- Nagy Balázs,
- Dr. Péter Károly,
- Sujánszky Jenő

2007
- Ferge Zsuzsa akadémikus,
- Gereben István geofizikus,
- Mészáros Márta Kossuth-díjas filmrendező,
- Rainer M. János történész,
- Ujvári József nyugalmazott dandártábornok

2008
- Fazekas János, az 56-os Szövetség országos elnöke,
- Horn Péter Széchenyi-díjas akadémikus, a Kaposvári Egyetem rektora,
- Kopácsi Sándorné,
- László Imre, a budapesti Szent Imre Kórház és Rendelőintézet főigazgatója,
- Márton László reklámszociológus-piackutató

2009
- Bak János, a Közép-Európai Egyetem nyugalmazott egyetemi tanára, professor emeritus,
- Holló József Ferenc altábornagy, a hadtudományok kandidátusa, a Honvédelmi Minisztérium Hadtörténeti Intézet és Múzeum főigazgatója,
- Horváth Miklós hadtörténész, a Magyar Tudományos Akadémia doktora, a Pázmány Péter Katolikus Egyetem egyetemi tanára,
- Tempfli József nyugalmazott római katolikus megyés püspök
- Ujságh Tibor nyugalmazott tanár

2010
- András Sándor költő, irodalomtörténész,
- Boros Sándor, a Nagy Imre Társaság tagja,
- Mervó Zoltán, a Nagy Imre Társaság Hajdú-Bihar Megyei Szervezetének elnöke,
- Dr. Szőllősy Pál, az Európai Protestáns Magyar Szabadegyetem elnökségi tagja[2]

2011
- Bácsi József,
- Dózsa László,
- Jecsmenik Andor[3]